# Katarzyna Wenerska
Katarzyna Wenerska (ur. 9 marca 1993 w Świeciu) – polska siatkarka, reprezentantka kraju, grająca na pozycji rozgrywającej.

## Kariera sportowa
Wychowanka Jokera Świecie, z którym w 2005 r. zdobyła brązowy medal mistrzostw Polski w minisiatkówce (trzyosobowej), a w 2006 r. złoty medal mistrzostw Polski w minisiatkówce (czteroosobowej). Od 2008 r. grała w nowo powstałej drużynie seniorskiej Jokera. W 2009 r. wywalczyła z nią awans do II ligi, w 2014 r. awans do I ligi. W sezonie 2017/18 występowała w Plusligowym Pałacu Bydgoszcz. W 2018 r. powróciła jednak do Jokera i w sezonie 2018/19 wygrała z nim rozgrywki I-ligowe. Drużyna ze Świecia zrezygnowała jednak z gry w barażu o awans do najwyższej klasy rozgrywek. W sezonie 2019/20 z Jokerem ponownie wygrała rozgrywki I ligi, a w sezonie 2020/21 zagrała z nią w Tauron Lidze (zajmując 11. miejsce). Podczas rozgrywek ligowych jeden raz została wybrana MVP meczu (w styczniu 2021 r. przeciwko Enerdze MKS Kalisz). Od lipca 2021 r. jest zawodniczką DevelopResu Rzeszów, z którym w 2021 r. sięgnęła po Superpuchar Polski
W kwietniu 2021 r. znalazła się w szerokiej kadrze Polski seniorek, a w czerwcu 2021 r. otrzymała powołanie na mecze Ligi Narodów, w miejsce kontuzjowanej Marty Krajewskiej. W reprezentacji zadebiutowała 12 czerwca 2021 w meczu Ligi Narodów z Brazylią (ostatecznie 11. miejsce). W tym samym roku wystąpiła na mistrzostwach Europy (zajmując 5. miejsce).

## Sukcesy klubowe
II liga:
- 2014[3]

I liga:
- 2019[11], 2020[12]

Superpuchar Polski:
- 2021[13], 2022[14]

Puchar Polski:
- 2022[15], 2025

Tauron Liga:
- 2022[16], 2023[17], 2024[18]
- 2025[19]

## Sukcesy reprezentacyjne
Liga Narodów:
- 2023, 2024[20]